# Torre dell'Orologio (Padova)

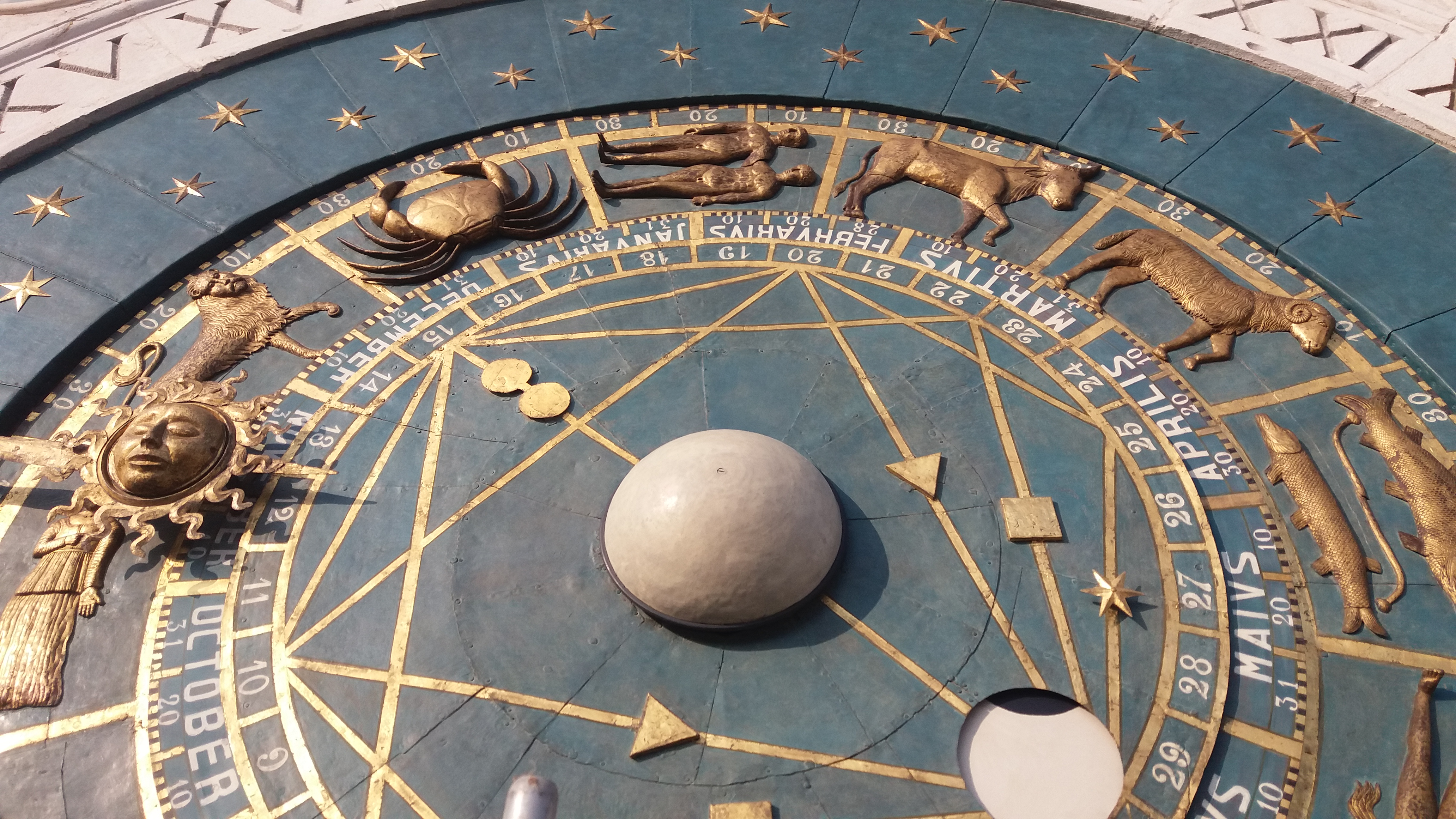
Il quadrante dell'Orologio di Padova

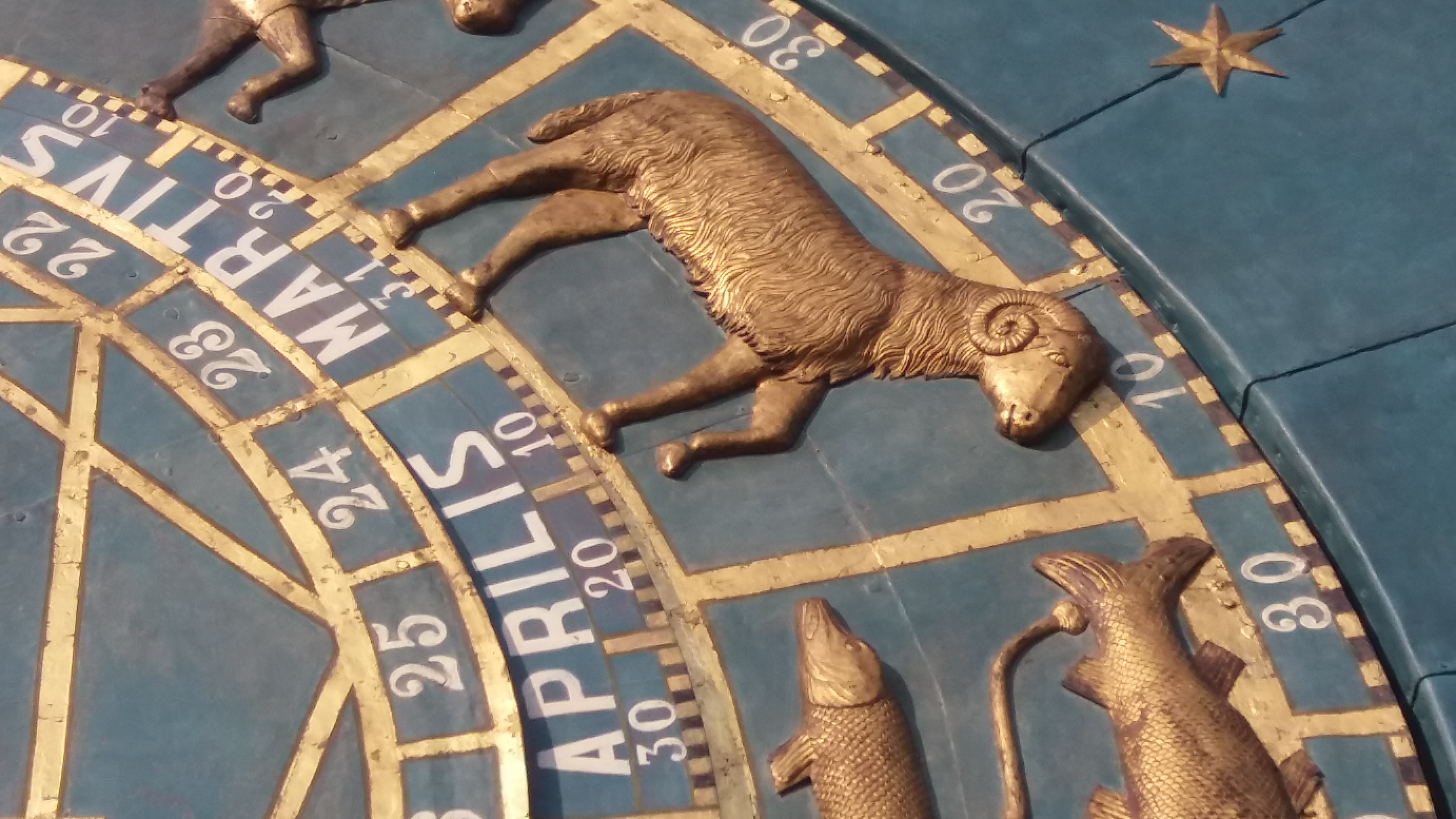
L'Ariete dell'Orologio di Padova

La Torre dell'Orologio è un edificio di origine medievale che si affaccia su Piazza dei Signori a Padova. Si erge tra il Palazzo del Capitanio e il Palazzo dei Camerlenghi.
La torre sorse nella prima metà del XIV secolo come porta orientale della Reggia Carrarese, successivamente sopraelevata e adornata in stile gotico e dotata del celebre orologio astronomico. 

## Storia
(Angelo Portenari, Della Felicità di Padova, 1623)
La costruzione risale alla prima metà del Trecento, quando fungeva da ingresso fortificato di levante della Reggia Carrarese. Il suo aspetto attuale si deve ai lavori promossi a partire dal 1426 dal Capitanio Bartolomeo Morosini, conclusi con l'inaugurazione dell'orologio astronomico nella festa di Sant'Antonio del 1437. Nel 1531 venne aggiunto il grande arco trionfale alla base, su progetto di Giovanni Maria Falconetto.
L'orologio costituisce la ricomposizione dell'originale meccanismo posto sulla torre della porta meridionale della Reggia Carrarese, costruito sullo straordinario progetto di Jacopo Dondi nel 1344 e danneggiato da un incendio scoppiato a causa delle scaramucce mosse dal Principe Francesco Novello contro l'occupazione viscontea. Di questo antico strumento trecentesco si conservano originali i segni dello Zodiaco, riutilizzati da Matteo Novello e Giovanni e Gian Pietro delle Caldiere per la costruzione dell'attuale, conclusasi nel 1436.

## Descrizione

### Arco di trionfo

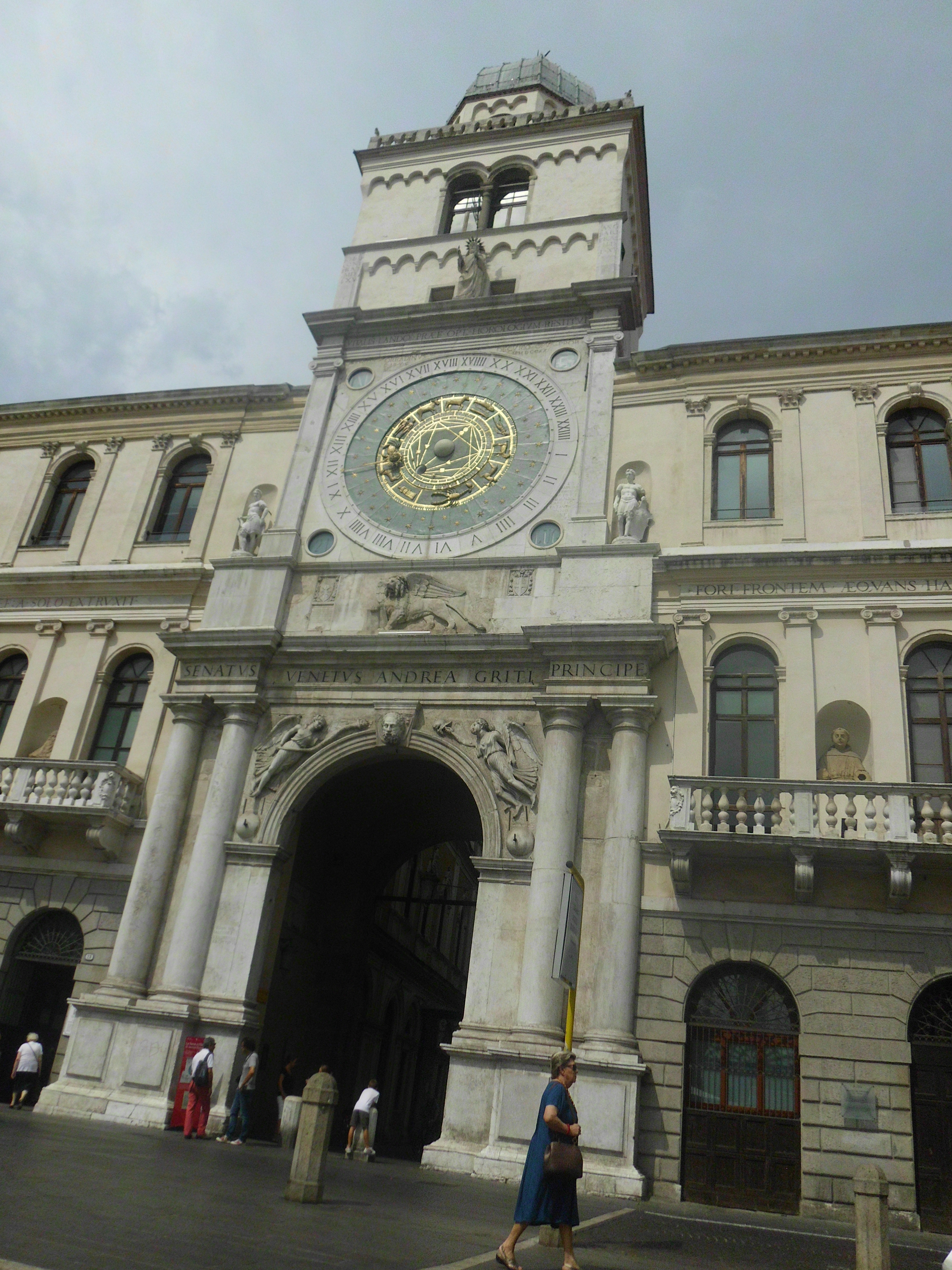
L'arco di trionfo di Giovanni Maria Falconetto

L'arco di trionfo fu addossato alla torre con lo scopo di monumentalizzare la piazza - all'epoca utilizzata per le solenni cerimonie civiche e per i tornei - e l'accesso alla Corte del Capitanio. L'arco fu concepito da Falconetto sulle aggiornate novità architettoniche romane di inizio Cinquecento, sul filone di Bramante, Baldassarre Peruzzi e Giulio Romano, proponendo una costruzione del tutto nuova nel Veneto del tempo, libero da quel decorativismo architettonico di matrice lombardesca e preannunciando il classicismo di Andrea Palladio. La palese citazione degli antichi archi di trionfo romani (in particolare l'Arco dei Sergi a Pola) secondo l'ordine dorico, il basamento e la trabeazione con la ieratica iscrizione a memoria del Senato Veneto e del Doge Andrea Gritti, dialogano con il plasticismo delle due vittorie alate, con il mascherone sulla chiave dell'arco e il leone marciano (ricostruito dopo i danneggiamenti bellici di età napoleonica). Sulla trabeazione poggiano due statue raffiguranti due armati all'antica che reggono le armi di Andrea Gritti. Sul fianco dell'arco alcuni iscrizioni ricordano Vitale Lando e lo stesso Giovanni Maria Falconetto (IO.annes MA.ria FALCONETVS VERONENSIS ARCHITETVS F.ecit).

### Orologio astronomico

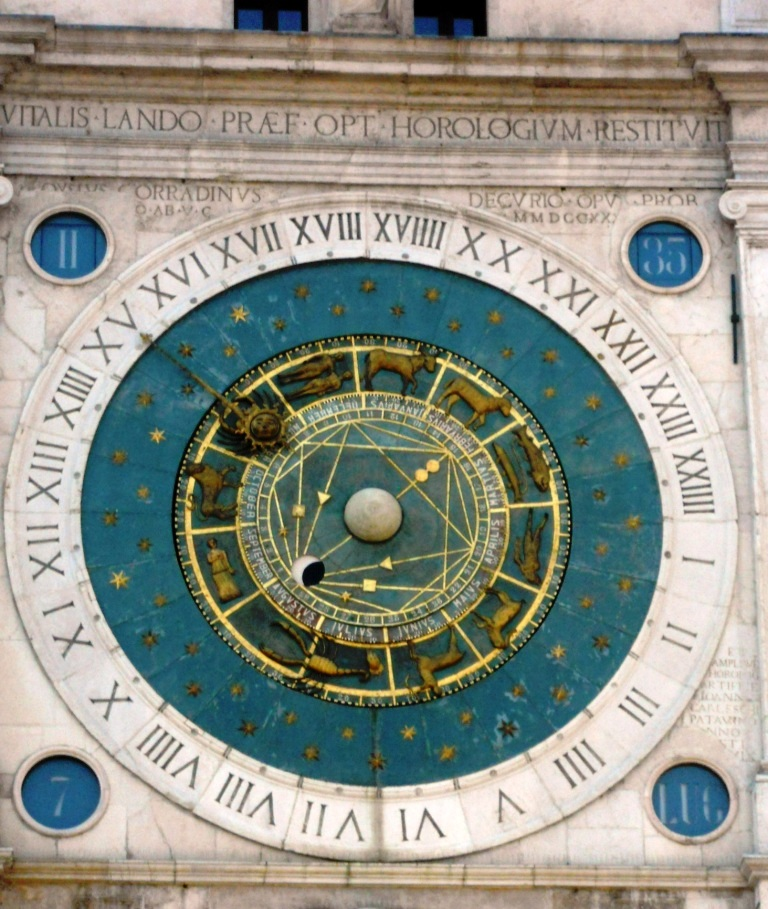
L'orologio

L'orologio astronomico che domina la piazza è la più antica macchina del suo genere che si conservi al mondo e con il diametro di 5,6 m è anche uno dei più grandi. La corniciatura, caratterizzata da paraste ioniche, si deve a Giovanni Maria Falconetto che restaurò il prospetto della torre su committenza di Vitale Lando nel 1537.
Il prezioso meccanismo - che soffrì nei secoli di restauri e ampliamenti - si trova alloggiato al terzo piano della torre, supportato da un castello di legno e protetto da un imponente armadio.
Tra i segni dello Zodiaco posti sul monumentale quadrante affacciato sulla piazza, manca il segno della Bilancia. Tale mancanza deriva dal fatto che i segni rappresentati si rifanno al sistema zodiacale pre-romano nel quale le costellazioni dello Scorpione e della Bilancia erano unite in una sola (che occupava quindi un maggior spazio nella fascia zodiacale). Ancora oggi infatti le due parti della costellazione della Bilancia sono dette "chela nord" e "chela sud". Al momento della sua costruzione l'orologio conteneva anche la rappresentazione della bilancia che fu eliminata durante un intervento di modifica operato dall'abate Bartolomeo Toffoli tra il 1787 e il 1792 che volle seguire le suddivisioni zodiacali più antiche. La tradizione popolare secondo cui la mancanza della bilancia sarebbe una ripicca del costruttore nei confronti della mancanza di giustizia della committenza, che volle pagargli una cifra inferiore al pattuito, è sostanzialmente priva di fondamento storico.
La popolarità dell'orologio astronomico,  primo a realizzarsi in Italia, secondo nel mondo, fu tale che ai discendenti di Jacopo Dondi fu aggiunta al cognome la dizione "dell'Orologio". Alcuni discendenti della famiglia risiedono tuttora a Padova.
L'orologio è ritornato a funzionare nel giugno del 2010 dopo un attento lavoro di restauro che ha interessato sia la struttura architettonica della torre che i meccanismi dell'orologio vero e proprio. La torre con il meccanismo dell'orologio viene aperta al pubblico per le visite guidate tutti i venerdi e sabato di ogni mese a partire dalle 9:30 fino alle 11:45.(apertura a cura dei volontari Salvalarte Padova- Legambiente)

### La campana e i "botti"
Sulla lanterna a pianta ottagonale è installata una campana forse rifusa verso la metà del XVIII secolo da Jacopo Cabani: a ogni ora (“botto”) e dopo circa cinque minuti dal “botto” il “ribotto” viene battuta da un martello completamente gestito dal meccanismo quattrocentesco.

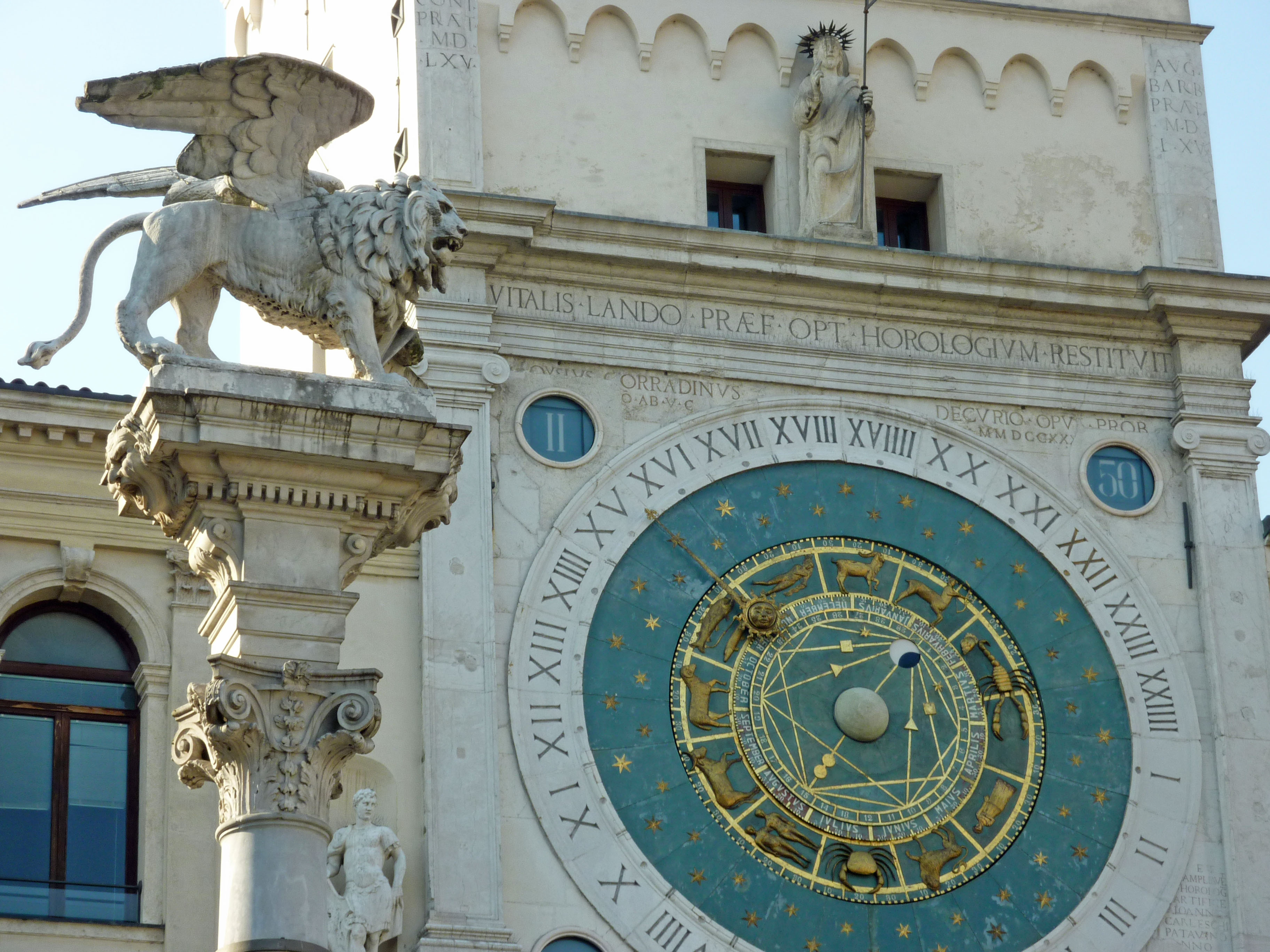
Particolare dell'orologio e il leone marciano, segno di fedeltà alla Serenissima
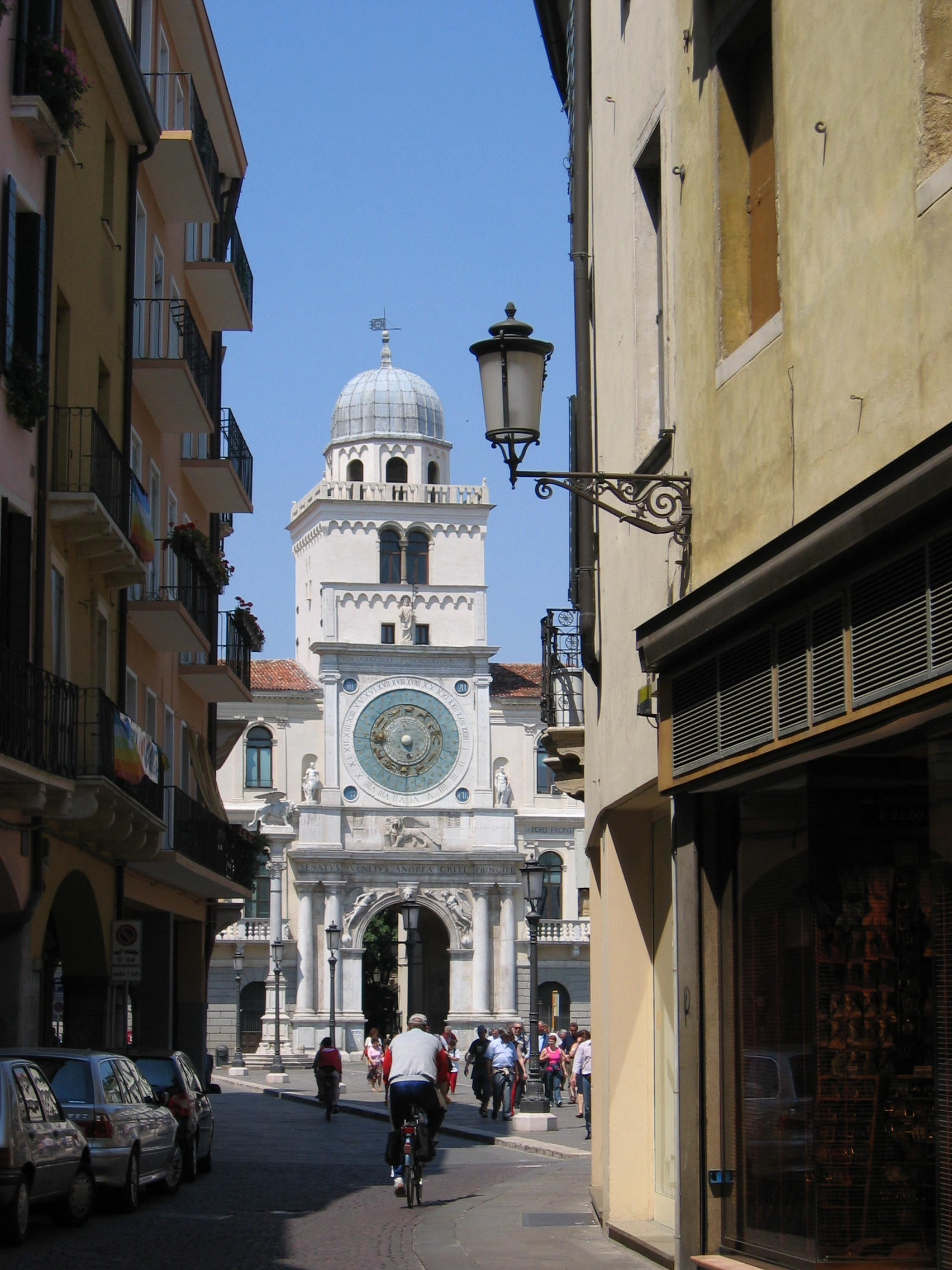
Scorcio